# Маркграфство Чева
Маркграфство Чева (на италиански: Marchesato di Ceva) е древна алерамическа държава в Средновековна Италия, възникнала от разделянето на териториите на Бонифаций дел Васто (* ок. 1060, † ок. 1130) – маркграф на Савона и на Западна Лигурия. Намирало се е в днешен Южен Пиемонт и негова столица е бил днешният град Чева.

## История

### Произход
Произходът на маркграфството трябва да се проследи до Бонифаций дел Васто – господар на Савона от рода Алерамичи. След неговата смърт през 1125 г. синовете му се карат за наследство:
- Манфред (Manfredo I del Vasto; * 1123, † сл. 4 юни 1175) става първият маркграф на Салуцо
- Вилхелм I (Guglielmo di Busca; † сл. 1160) става първият маркграф на Буска
- Хуг (Ugo, Ugone, Ugomagno di Clavesana) става маркграф на Клавезана, умира бездетен и териториите му стават неразделна част от тези на брат му Анселм. Когато Анселм умира, титлата на маркграф на Чева отива у сина му Вилхелм II, докато тази на маркграф на Клавезана отива у другия му син Бонифаций
- Анселм (Anselmo del Vasto; † сл. 1140) става първият маркграф на Чева
- Хайнрих (Enrico del Vasto/Del Carretto; † 1185) става господар на Савона и от него идват маркграфовете Дел Карето
- Бонифаций Младши (Bonifacio il Minore) става епископ и маркграф на Кортемилия, епископ на Алба, архиепископ на Нойон
- Ото Боверий (Oddone Boverio; * ок. 1115, † ок. 1185) става маркграф на Лорето (местност Лорей в днешно Костильоле д'Асти), през 1149 г. посвещава Лорето на Комуна Асти, от която го получава обратно като феод. Умира без наследници и териториите му са разделени между Комуна Асти и Вилхелм II Дел Васто – син на брат му Анселм и маркграф на Чева.

Маркграфството по произход се състои от около 40 замъци и селища. През 1160 г. негова столица става Чева, в която се намира величествен замък, в който е пребивавал и самият Бонифаций дел Васто.

### Развитие и край
Не отнема много време на Маркграфство Чева да бъде разделено на многобройни малки владения, т. к. синът на Анселм – Вилхелм има 9 или 10 сина, а състоянието и славата на маркграфството започват да намаляват. През 12 век то си съперничи с Комуна Монтерегале, създавайки политико-търговски съюзи с комуните Асти и Алба, и с техните епископи. Първоначално противниците се сражават при Албенга – тяхната древна земя на произход.
С идването на Анжуйците част от представителите на Чева и техните земи са подчинени, докато маркграф Джорджо II, известен като „Джуджето“ (* 1269, † 1326) остава в съюз с Асти в лагера на гибелините. Двете фракции водят тежка война, при която фракцията на гвелфите, събрана в Монтерегале, е победена и подчинена на Джуджето. Той продава своя феод на Република Асти през 1295 г. и веднага след това е назначен за феодал от нейните консули. Така маркграфството завинаги губи своята пълна независимост и тясно обвързва съдбата си с тази на Асти въпреки непрекъснатите опити за промяна през вековете.
Потомците на Джорджо II правят системна подялба на земите между наследниците при всяко поколение, като на практика отслабват значително. Те поддържат възможно най-дълго съюза с Асти, но след като тя е отслабена от войни и братоубийствени борби, на 22 февруари 1313 г. маркграфството става васално на савойския граф Амадей V Савойски.
След борбите през 14 век на Монферат и Салуцо срещу Анжуйците (установили се в Асти), Чева отдава лоялност на Джовани II Монфератски и затова за известно време е васално на Маркграфовете на Монферат.
През 1351/1352 г. идва ред на Висконти от Милано: считайки за нарушено тясно споразумение с Комуна Асти, миланците нахлуват на териториите на маркграфството и обсаждат Чева, защитена по онова време само от малък замък и стени. През януари 1356 г. маркграфовете нападат нашествениците и ги изгонват извън града. Град Чева получава свои устави през 1357 г. след изгонването на миланците. Владетелите на Чева все още отдават лоялност на Джовани Монфератски и на Амадей VIII Савойски, но в края на краищата се връщат в орбитата на Висконти чрез контрола им над Асти.
След брака на италианската принцеса Валентина Висконти Чева и Асти преминават като зестра у Орлеанските херцози през 1386/1387 г., у които остават до 1422 г.

През 15 век територията на Чева е така разделена между членовете на маркграфското семейство, че е трудно да се установи хронология на действителните владетели. Поради тази причина различните маркграфове се организират през 1408 г. под формата на Capitaneato (Капитанство), при което на всеки шест месеца ръководството над поделената на две територия се поема от двама капитани, избрани помежду им. През 1414 г. в маркграфството нахлуват войските на Савоя и разрушават няколко замъка, включително този на Чева – селище, което междувременно е придобило все по-голямо значение, оборудвало се е със стени и отбранителни кули, мостове над реки и е създало монетен двор със собствена валута.
През 1531 г. император Карл V, по време на Войните в Италия, дава на снаха си Беатриса Португалска, съпруга на савойския херцог Карл III Савойски, Графство Асти и Маркграфство Чева, и така те стават част от Савойското херцогство. Асти, Ланге и Чева са от основно значение за контрола на комуникациите с Генуа и поради тази причина през тях преминават огромно количество войски на Франция и на Испания с всички последствия от това. С идването на Савоя всяко подобие на независимост, останало в маркграфството, приключва; сложен е край на династията на Алерамическите маркграфове, като на нейно място идва тази на Палавичино. Неин родоначалник е Джулио Чезаре Палавичино – първият, назначен за губернатор на Чева през 1547 г. и получил титлата „Маркграф“, която той предава на своите потомци.

### Монетен двор
През Средновековието Маркграфство Чева сече собствени моменти (скудове, сребърни и златни флорини, медни монети), което е знак за значимостта му. Първите свидетелства за това са документи от 1351 г. Не е ясно обаче кой е дал правото за собствен монетен двор и кога именно. Има различни хипотези:
- Позволението идва от Република Асти, когато Джорджо Джуджето ѝ продава маркграфството и тя му го връща като феод;
- След 1310 г., понеже до тогава император Хайнрих VII забранява много от пиемонтските монетни дворове;
- Самият император позволява това на синовете на Джорджо Джуджето, когато те отиват да засвидетелстват вярност и почитание на крал Карл II Неаполитански, граф на Прованс.

Монетният двор съществува до 1379 г. Това води до проблеми: напр. в документ от 1387 г. се говори за спор относно начина на изплащането на дълг към маркграф Ото – син на Джорджо от страна на жителите на Кастелино. След смъртта на Ото синът му Джовани купува Кастелино и иска да му се плати във флорентински флорини, но жителите искат да платят с флорини от Чева, които имат по-малка стойност.
До нас не са достигнали златни флорини, а само сребърни, както и други монети. Най-често те носят името на маркграф Вилхелм Чева, с изключение на периода 1324 – 1326, когато до неговото име стои и името на Бонифаций Чева. Не са намерени монети с името на Джорджо „Джужето“.